# Marcel Dalio
Marcel Dalio; właśc. Israel Moshe Blauschild (ur. 23 listopada 1899 w Paryżu, zm. 18 listopada 1983 w Paryżu) – francuski aktor filmowy pochodzenia żydowskiego.

## Życiorys
Urodził się w rodzinie żydowskich imigrantów z Rumunii, którzy przybyli do Francji pod koniec XIX wieku. W 1920 ukończył Konserwatorium Paryskie. W latach 20. grywał w teatrach i kabaretach. Na początku lat 30. zadebiutował w filmie. Pierwsze ważne role zagrał w 1937 w filmach: Pépé le Moko z Jeanem Gabinem i  Towarzysze broni, głośnym dramacie wojennym w reżyserii  Jeana Renoira. Dobrze zapowiadającą się karierę przerwał wybuch II wojny światowej. Jako aktor pochodzenia żydowskiego w 1940 po inwazji wojsk niemieckich na Francję Dalio uciekł do Lizbony, skąd przedostał się do Chile, a następnie do Meksyku, Kanady i w końcu trafił do Stanów Zjednoczonych. Tymczasem we Francji ustanowiony przez hitlerowskie Niemcy Rząd Vichy prowadził antysemicką kampanię, w której wykorzystywano plakaty ze zdjęciami aktora jako „typowego Żyda”. Cała rodzina Dalio zginęła w niemieckich obozach koncentracyjnych. Niebawem dzięki staraniom przyjaciół Dalio trafia do Hollywood, gdzie zaczyna pojawiać się w amerykańskich filmach. Już w 1942 zagrał w legendarnym filmie Casablanca z Humphreyem Bogartem i Ingrid Bergman w rolach głównych. Ponownie u boku Bogarta pojawił się w filmie Mieć i nie mieć (1944). Po zakończeniu wojny wrócił do Francji, gdzie kontynuował aktorską karierę. Jednak później wielokrotnie pojawiał się także w filmach amerykańskich; m.in. w latach 50. zagrał w tak znanych obrazach jak: Śniegi Kilimandżaro (1952), Mężczyźni wolą blondynki (1953), Sabrina (1954). W 1973 wystąpił w popularnej komedii z Louisem de Funèsem Przygody rabina Jakuba, gdzie grał tytułowego rabina Jakuba, pod którego podszywa się biznesmen Victor Pivert (w tej roli de Funès).
Dalio został znaleziony martwy w swoim paryskim mieszkaniu 19 listopada 1983. Prawdopodobnie zmarł dzień wcześniej. Został pochowany na paryskim cmentarzu w Bagneux.

## Filmografia
- Golem (1936) jako rabin
- Droga do Rio (1937) jako Perez
- Perły korony (1937) jako etiopski minister
- Wielka miłość Beethovena (1937) jako Steiner
- Pépé le Moko (1937) jako L'Arbi, informator
- Towarzysze broni (1937) jako porucznik Rosenthal
- Reguły gry (1939) jako markiz Robert de la Chesnaye
- Kasyno w Szanghaju (1941) jako Marcel, mistrz wirującego koła
- Historia jednego fraka (1942) jako jeden z braci Santelli
- Casablanca (1942) jako Emil, krupier
- Pieśń o Bernadette (1943) jako Callet
- Wierna nimfa (1943) jako Georges
- Konspiratorzy (1944) jako krupier
- Wilson (1944) jako Georges Clemenceau
- Mieć i nie mieć (1944) jako Gérard
- Potępieńcy (1947) jako Larga
- Kochankowie z Werony (1948) jako Amedeo Maglia
- Jedziemy do Monte Carlo (1951) jako Poulos, impresario
- Cienki lód (1952) jako Pierre
- Szczęśliwy czas (1952) jako dziadek Bonnard
- Śniegi Kilimandżaro (1952) jako Émile
- Mężczyźni wolą blondynki (1953) jako sędzia pokoju
- Sabrina (1954) jako baron Saint-Fontanel
- Szczęściara (1954) jako Anton
- Akcja "Hera" (1955) jako Paul Liski
- Dziesięć tysięcy sypialni (1957) jako Vittorio Cisini
- Słońce też wschodzi (1957) jako Zizi
- Wymarzony urlop (1958) jako Henri Valentin
- Mężczyzna, który rozumiał kobiety (1959) jako Le Marne
- Telefon towarzyski (1959) jako Pierot
- Pieśń bez końca (1960) jako Chelard
- Kankan (1960) jako Andre
- Duże ryzyko (1960) jako Arthur Gibelin
- Diabeł o czwartej (1961) jako Gaston
- Cartouche-zbójca (1962) jako Malichot
- Diabelskie sztuczki (1962) jako jubiler
- Lista Adriana Messengera (1963) jako Max Karoudjian
- Rafa Donovana (1963) jako o. Cluzeot
- Pan do towarzystwa (1964) jako Socratès
- Dzikie i wspaniałe (1964) jako dr Reynard
- Lady L (1965) jako Satter
- Paryski produkt (1966) jako Georges
- Kochany łobuz (1966) jako ojciec Véronique
- Jak ukraść milion dolarów (1966) jako pan Paravideo
- 25. godzina (1967) jako Strul
- Najstarszy zawód świata (1967) jako Vladimir Leskov, rosyjski prawnik
- Amerykanin na Riwierze (1968) jako Louis
- Justine (1969) jako konsul generalny Francji
- Wielka nadzieja białych (1970) jako francuski promotor
- Paragraf 22 (1970) jako stary mężczyzna w burdelu
- Przygody rabina Jakuba (1973) jako prawdziwy rabin Jakub
- Bestia (1975) jako Rammondelo, książę de Balo
- Niech się zacznie zabawa (1975) jako szlachcic dławiący się posiłkiem
- Stowarzyszenie z Eleusis (1975; serial TV) jako Mafel
- Skrzydełko czy nóżka (1976) jako krawiec Duchemina